# Opilio nigerrimus
Opilio nigerrimus is een hooiwagen uit de familie echte hooiwagens (Phalangiidae).